# Utricularia hintonii
Utricularia hintonii är en tätörtsväxtart som beskrevs av Peter Geoffrey Taylor. Utricularia hintonii ingår i släktet bläddror, och familjen tätörtsväxter. Inga underarter finns listade i Catalogue of Life.